# 심판자 (1949년 영화)
"심판자"는 한국에서 제작된 김성민 감독의 1949년 영화이다. 이향 등이 주연으로 출연하였고 김성민 등이 제작에 참여하였다.

## 출연

### 주연
- 이향
- 남해연

## 기타
- 조명: 조종국
- 녹음: 최칠복